# Shohei Takahashi
Shohei Takahashi (高橋 祥平, Takahashi Shohei) est un footballeur japonais né le 27 octobre 1991 à Higashiyamato. Il évolue au poste de défenseur central.

## Biographie
Le 29 mars 2014, il inscrit un doublé en première division japonaise, lors d'un match face au Kashiwa Reysol.
Il est demi-finaliste de la Coupe de la Ligue en 2015 avec le Vissel Kobe.